# 植松駅

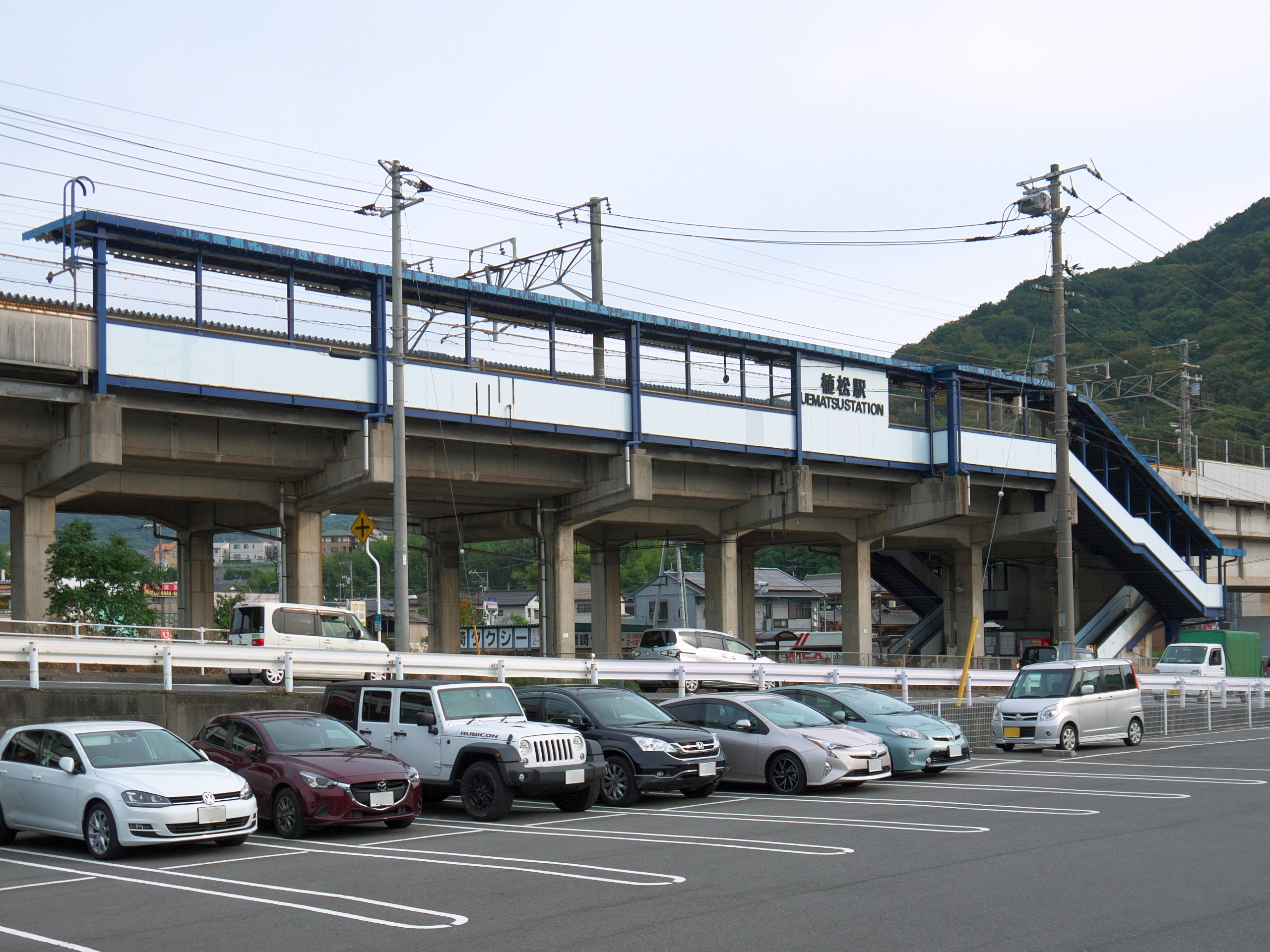
駅全景（西側、2018年10月）

植松駅（うえまつえき）は、岡山県岡山市南区植松にある、西日本旅客鉄道（JR西日本）本四備讃線（瀬戸大橋線）の駅である。駅番号はJR-M09。
本四備讃線内で唯一岡山市内にある駅である。

## 歴史
- 1988年（昭和63年）3月20日：本四備讃線開業に伴い設置[1]。
  - 計画段階では、宇野線の彦崎駅に近いという理由で植松駅の予定はなかったが、地元からの要望により設置されることとなる。
- 2007年（平成19年）
  - 7月15日：ICOCA対応の簡易型自動改札機を設置。
  - 9月1日：ICカード「ICOCA」の利用が可能となる。

## 駅構造
相対式ホーム2面2線を有する高架駅。分岐器や絶対信号機を持たないため、停留所に分類される。
児島駅管理の無人駅だが、簡易式の自動改札機と近距離切符の自動券売機がある。ICOCA利用可能駅（相互利用可能ICカードはICOCAの項を参照）。
汲み取りトイレが設置されている。

### のりば
| のりば | 路線       | 方向 | 行先                 |
| ------ | ---------- | ---- | -------------------- |
| 1      | 瀬戸大橋線 | 上り | 茶屋町・岡山方面     |
| 2      | 瀬戸大橋線 | 下り | 児島・高松・丸亀方面 |

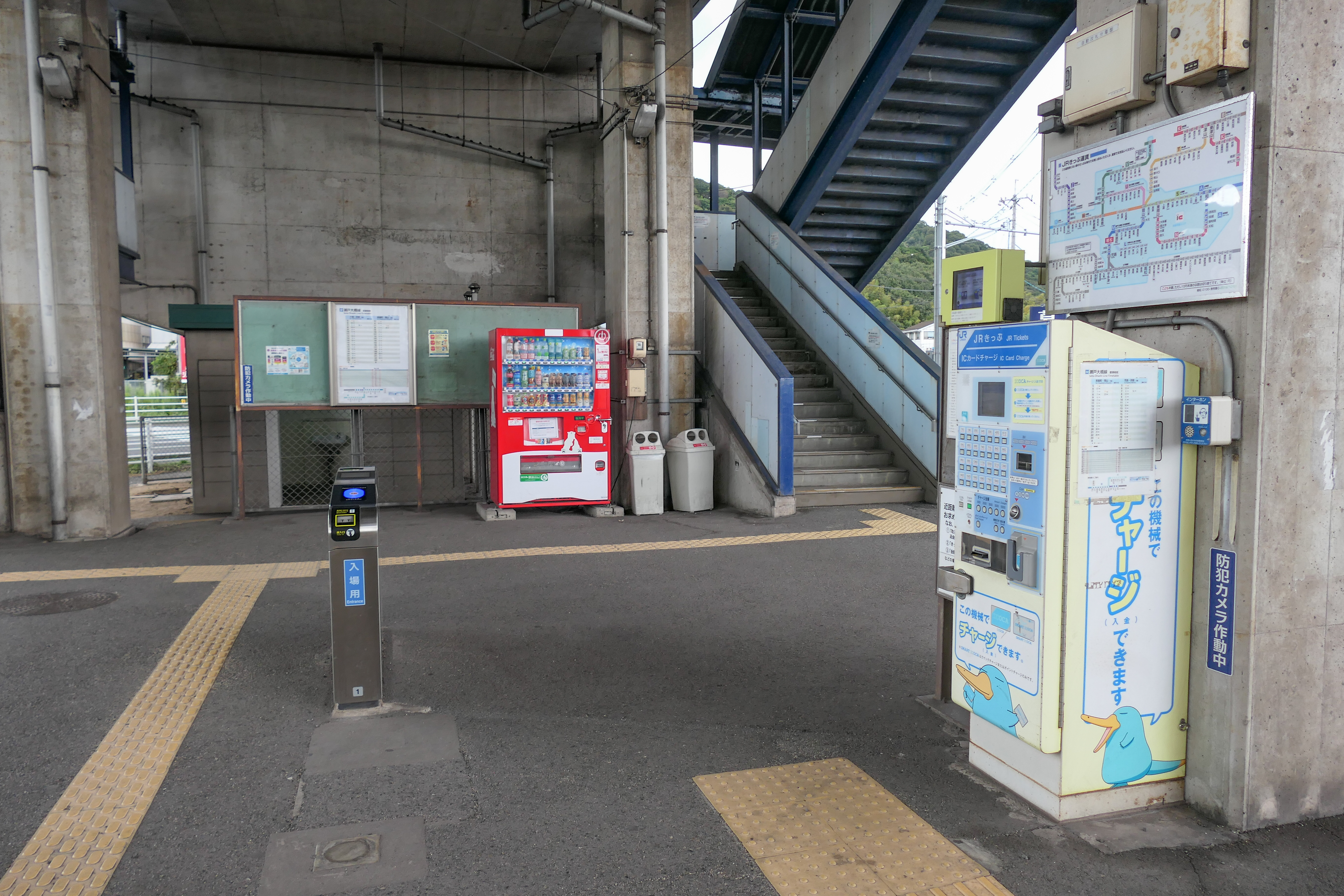
改札口と券売機（2022年9月）
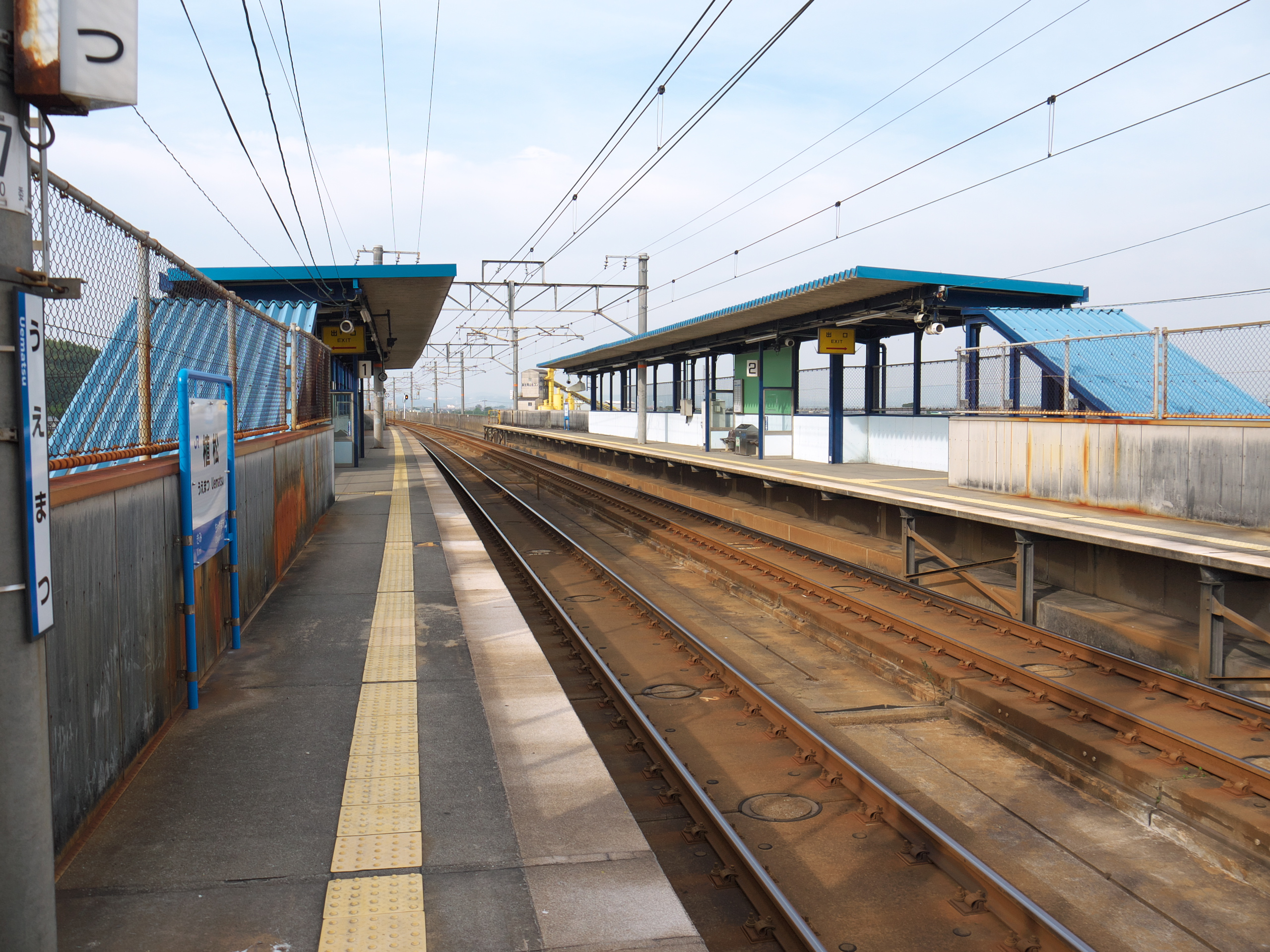
ホーム（2018年10月）

## 利用状況
1日の平均乗車人員は以下の通りである。
| 乗車人員推移 | 乗車人員推移 |
| 年度         | 1日平均人数  |
| ------------ | ------------ |
| 1999         | 167          |
| 2000         | 154          |
| 2001         | 147          |
| 2002         | 140          |
| 2003         | 140          |
| 2004         | 135          |
| 2005         | 126          |
| 2006         | 118          |
| 2007         | 139          |
| 2008         | 130          |
| 2009         | 126          |
| 2010         | 127          |
| 2011         | 135          |
| 2012         | 140          |
| 2013         | 145          |
| 2014         | 149          |
| 2015         | 159          |
| 2016         | 162          |
| 2017         | 170          |
| 2018         | 185          |
| 2019         | 185          |
| 2020         | 164          |
| 2021         | 164          |

## 駅周辺
- 岡山県道21号岡山児島線
- 岡山県道22号倉敷玉野線
- 殿ヶ居地公園
- 宇野線（宇野みなと線）彦崎駅

## 隣の駅
※快速「マリンライナー」（早朝・深夜の一部のみ当駅に停車）の隣の停車駅は列車記事を参照のこと。
西日本旅客鉄道（JR西日本）
 瀬戸大橋線（本四備讃線）
茶屋町駅 (JR-M08) - 植松駅 (JR-M09) - 木見駅 (JR-M10)